# 올레 1호
올레 1호 또는 무궁화 6호(無窮花六號)는 KT가 프랑스 탈레스와 협력해 개발한 위성방송용 위성으로 2010년 12월 29일 (KST 6시 25분 ~ 7시 15분) 기아나 우주 센터에서 발사되었다. 기존의 무궁화 3호를 대체하였다.
이의 다른 이름으로는 Koreasat-6, 올레 1호 또는 무궁화위성 6호라고도 부른다. 올레1호는 Ku밴드 FSS(Fixed Satellite Service : 통신용) 24기와 Ku밴드 DBS(Direct Broadcasting Serivce : 방송용) 6기 등 총30기의 중계기를 탑재하여 고화질(HD), 3차원(3D)의 고품질 위성방송 서비스를 제공한다. 올레1호는 위성방송 출력이 기존보다 25% 향상되었을 뿐만 아니라 수명도 늘어나 15년간 서비스 제공이 가능하다.(운용기관 KT)
2020년대 코로나바이러스감영증-19에 마스크를 착용 중입니다.